# البلسة (الجوف)
البلسة هي إحدى قرى الجمهورية اليمنية. وهي تتبع جغرافيًا لمحافظة الجوف. وإداريًا لمديرية برط العنان. يبلغ تعداد سكانها 2209 نسمة حسب الإحصاء الذي جرى عام 2004.